# Sara Lindbak Hørte
Sara Lindbak Hørte (24 november 2000) is een voetbalspeelster uit Noorwegen. Ze speelt als verdediger voor Rosenborg BK in de Toppserien.
Hørte maakte al op 15-jarige leeftijd haar debuut voor KFUM Oslo in de vierde divisie van Noorwegen. In 2016 vertrok ze naar Ørrevoll Hosle IF, waarvoor ze tot 34 wedstrijden kwam.
In 2019 maakte ze de overstap naar Kolbotn IL. Voor deze club maakte Hørte haar debuut in de Toppserien, het hoogste Noorse voetbalniveau.
Na drie seizoenen voor Kolbotn IF te hebben gespeeld, maakte Hørte in 2022 de overstap naar Rosenborg BK Kvinner.

## Statistieken[2]
| Seizoen    | Club                 | Land      | Competitie     | Wedstrijden | Doelpunten |
| ---------- | -------------------- | --------- | -------------- | ----------- | ---------- |
| 2016-2018  | Ørrevol Hosle IF     | Noorwegen | Eerste Divisie | 34          | 6          |
| 2019-2022  | Kolbotn IF           | Noorwegen | Toppserien     | 64          | 13         |
| 2022-heden | Rosenborg BK Kvinner | Noorwegen | Toppserien     | 34          | 5          |
| Totaal     | Totaal               | Totaal    | Totaal         | 132         | 24         |

Laatste update: dec 2023

## Internationaal
Hørte is als jeugdinternational uitgekomen voor het onder-19-team en onder-23-team van Noorwegen.
In 2019 maakte ze onderdeel uit van de selectie van Noorwegen voor het EK onder 19 in Schotland.
Ze werd voor het eerst opgeroepen voor het Noorse nationale team in augustus 2022. Op 6 september 2022 maakte Hørte haar debuut voor Noorwegen en maakte ze ook gelijk haar eerste doelpunt in een WK-kwalificatiewedstrijd tegen Albanië.
Op 19 juni 2023 werd Hørte opgenomen in de selectie van Noorwegen voor het WK 2023 in Australië en Nieuw-Zeeland. Hørte mocht invallen in de met 3-1 verloren achtste finale tegen Japan, waarmee ze haar debuut maakte op een WK.